# ألدن أندرسون
ألدن أندرسون هو سياسي أمريكي، ولد في 11 أكتوبر 1867 في ميدفيل في الولايات المتحدة، وتوفي في 23 سبتمبر 1944 في ساكرامنتو في الولايات المتحدة. نشط حزبياً في الحزب الجمهوري. وقد انتخب عضو جمعية ولاية كاليفورنيا ‏.